# Tampa Bay Rays
Los Tampa Bay Rays (en español, Mantarrayas de la Bahía de Tampa) son un equipo profesional de béisbol de los Estados Unidos con sede en el área de la Bahía de Tampa, Florida. Compiten en la División Este de la Liga Americana (AL) de las Grandes Ligas de Béisbol (MLB) y disputan sus partidos como locales en el Tropicana Field, ubicado en la ciudad floridana de San Petersburgo.
Por cerca de tres décadas se trató infructuosamente de obtener una franquicia de expansión, dado que ya existían equipos en la región de Tampa Bay. Pero un grupo de dueños de yates comandado por Vince Naimoli obtuvo en el año de 1995, la franquicia. En la temporada de 1998, las Mantarrayas de Tampa Bay iniciaron en las Ligas Mayores vía la Liga Americana.

## Historia

### Primera década, con el cambio de nombre y de los uniformes
Su primera década en las Ligas Mayores estuvo marcada por la mediocridad y terminaron en el último lugar en la División del Este de la Liga Americana en todas ellas. Pero en la 2004, finalizaron en el cuarto lugar (segundo al final). Siguiendo la temporada del 2007, Stuart Sternberg quien había controlado los intereses en el equipo de Vince Naimoli por dos años, cambió el nombre del equipo a "Rays" que representara al equipo como luz radiante y que a través de Tampa Bay atravesará el Estado de Florida. El equipo retiró el color original de arco iris para cambiarlo al azul marino, azul Columbia y oro, con un nuevo logo y con una salida de sol estilizada en forma asimétrica, fue agregada. Salvo para los juegos "Turn Back the Clock" (Toma el regreso del reloj) en el cual los uniforme son de cuando iniciaron sus juegos en la Liga American, y el mismo logo aparece en los nuevos jerséis tanto de casa como de gira. Una variante de la vieja mantarraya fue retenido en el logo. Existen rumores que el equipo pueda ser cambiado en futuro. La temporada del 2008 vio al equipo de Tampa Bay Rays (mantarrayas o rayos), ganar su primer campeonato divisional del Este de la Liga Americana. Ellos derrotaron en la serie del campeonato de la Liga Americana a los Medias Rojas de Boston y enfrentarse al campeón de la Liga Nacional, los Filis de Filadelfia, siendo derrotados. Después de esto, los Rays ganaron la serie divisional del Este de la Liga Americana y calificaron en la postemporada con wild card en 2011 y 2013.

### El béisbol profesional en Tampa Bay
El nombre de "Tampa Bay", es frecuentemente utilizado para describir un área geográfica metropolitana de ciudades alrededor del cuerpo de agua como Tampa Bay, incluyendo Tampa, St. Petersburg, Clearwater y Bradenton Es parecido al caso de Green Bay (Bahía Verde) en Wisconsin, pero no es una municipalidad conocida cini "Tampa Bay". El nombre de "Tampa Bay" es el nombre de varias franquicias locales de deportes (Rayos, Rowdies, Bucaneros, Relámpagos, etc.) denotando que ellos representan la región entera, no solo Tampa o St. Petersburg.
El primer líder cívico, publicista de St. Petersburg Times (ahora Tampa Bay Times) Jack Lake fue el primero en sugerir que St. Petersburg tuviera un equipo de béisbol de Ligas Mayores en la década de los 60. La notable influencia de Lake en los deportes, hicieron que su petición fuera formalmente escuchada en el cambio de un campo de entrenamiento primaveral en St. Petersburg a una ciudad de Ligas Mayores. Él platicó con varias personas que escucharon el deseo de ver a St. Petersburg tener un equipo de Ligas Mayores. Él ejercía influencia en los círculos deportivos y de negocios desde 1966. Él decía que tener una franquicia lo haría feliz.
Los líderes locales estaban atentos para la adquisición de un equipo de béisbol de las Ligas Mayores en la década de 1980 y 1990's. Los Mellizos de Minnesota, los Gigantes de San Francisco, los Medias Blancas de Chicago, los Rangers de Texas y los Marineros de Seattle, todos fueron considerados su mudanza hacia Tampa o St. Petersburg antes de permanecer en sus localidades. El Florida Suncoast Dome (ahora llamado Tropicana Field) fue construido en St. Petersburg en 1990 con el propósito de albergar a un equipo de Liga Mayor. Ese mismo año, dos grupos diferentes, uno en Tampa y el otro en Sarasota, habían visto la obtención de un equipo de expansión. El grupo de Tampa registro el nombre de "Florida Phanters" (Panteras de Florida), después que un felino local había sido entrenado por Wayne Huizenga un año antes y utilizado por él para el bautizo en el equipo de NHL. (Hockey sobre hielo).
Cuando las Ligas Mayores de Béisbol (MLB), decidieron la expansión para dos equipos para la temporada de 1993, fue ampliamente entendido que uno de los equipos estaría en el Dome. Por lo tanto, en suma para la aplicación de St. Petersburg, un grupo compitió aplicando el campo a un equipo de Tampa, originando muchos conflictos. Los dos equipos de la Liga Nacional fueron adjudicados a Denver (Los Rocosos de Colorado) y a Miami (Los Marlines de Florida).
En 1992, el dueño de los Gigantes de San Francisco, Bob Lurie mencionó la venta del equipo a un grupo basado en Tampa Bay, lidereado por Vincent Naimoli, quién quería mudar el equipo a St. Petersburg. A las once horas, los dueños de equipos de las Ligas Mayores presionaron en la venta del equipo y la salida de San Francisco, siendo vendido el equipo a otro grupo de esta ciudad, evitando la mudanza de los Gigantes a la región de Tampa Bay.
Finalmente, el 9 de marzo de 1995, nuevas franquicias de expansión fueron otorgadas al grupo de Naimoli y otra a un grupo de Phoenix, (Los Cascabeles o Coralillos de Arizona). Las nuevas franquicias iniciarían a jugar en la temporada de 1998.
El área de Tampa Bay, tenía al fin un equipo, pero el estadio de St. Petersburg necesitaba de una modernización. En 1993 el estadio fue renombrado Thunderdome (el domo del trueno), que era la casa de los Tampa Bay Lightning, equipo de hockey sobre hielo y de Tampa Bay Storm (Tormenta), equipo de la Liga de Fútbol americano. Después del nacimiento de los Rayos, los derechos del nombre fueron vendidos a Tropicana Products en 70 millones de dólares que fueron utilizados en su renovación.

### Historia: Antes de 1998: Obtener un equipo de Ligas Mayores
Los Devil Rays (Mantarrayas) empezaron a construir su organización poco tiempo después de ser otorgada la franquicia en 1995 nombrando como gerente general, al primer asistente de los Bravos de Atlanta Chuck LaMar vicepresidente de las operaciones de béisbol. Las primeras franquicias de las Ligas Menores fueron visorizadas en la temporada de 1996 siendo vistas sus plazas. El 7 de noviembre de 1997, Larry Rothschild fue nombrado el primer mánager. El equipo adquirió 35 jugadores en el draft de expansión el 18 de noviembre de 1997. Tony Saunders de los Marlines de Florida, fue el primer jugador obtenido mediante el draft por las Mantarrayas. El equipo también obtuvo la futura estrella: Bobby Abreu, pero sería negociado a los Filis de Filadelfia por Kevin Stocke, quién tendría muy pobre desempeño para los Rayos. Antes de la temporada de 1998, estrellas veteranas como Wade Boggs (el comepollos), Fred McGriff y Wilson Álvarez fueron adquiridos.

### 1998-2003: Los años de inicio como las Mantarrayas
Las Mantarrayas de Tampa Bay, jugaron su primer partido el 31 de marzo de 1998 contra los Tigres de Detroit en el Tropciana Field ante una asistencia de 45,369 fanáticos. Wilson Álvarez fue el primer lanzador abridor y Wade "Comepollos" Boggs dio el primer jonrón en la historia del club, ese día. Después de perder el juego de apertura 11-6, el equipo tuvo un inicio respetable de 11-8 y después perdería 19 juegos, seis en línea y caerían por debajo de .500. Perdieron 99 juegos ese año. 

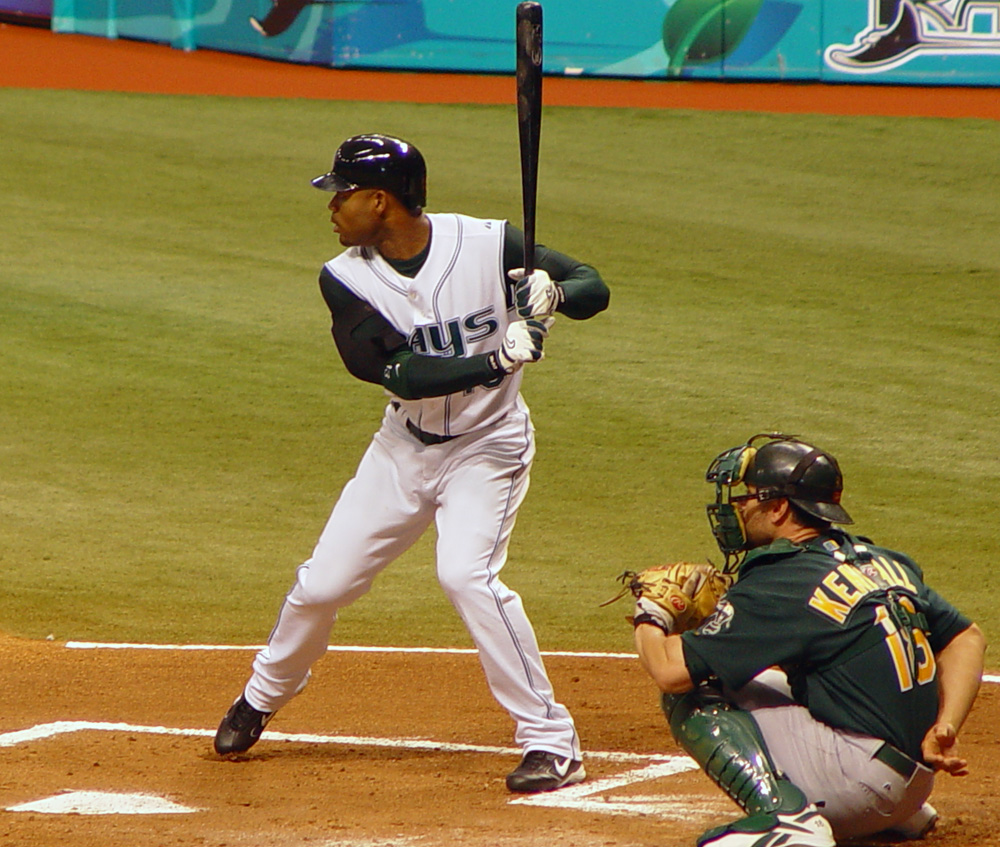
Carl Crawford was one of the Rays' first breakout stars

Uno de los primeros momentos memorables en la historia de la franquicia ocurrió el 7 de agosto de 1999 cuando Wade Boggs alcanzó la cifra de tres mil hits en su carrera y el primer jugador en hacerlo con un jonrón. Boggs se retiró después de esta temporada y es el único Rayo que se le ha retirado su número. Ingresó en al Salón de la Fama del Béisbol en el año 2005.

### Llegan los "Hit Show": Vinnie Castilla, José Canseco, Greg Vaugh y Fred McGriff
Las Mantarrayas adquirieron al bateador Vinicio "Vinny" Castilla, José Canseco y Greg Vaughn, así como a Fred McGriff, llamándose a este cuarteto como "Hit Show". Todos estos jugadores tenían un pasado de primera y eran jonroneros que apoyaron al desarrollo del equipo. Las Mantarrayas continuaron su estructuración en 1999 y 2000. Antes de la temporada del 2001, hubo modificaciones en los colores y en los uniformes del equipo y también adquirieron al outfielder Ben Grieve de los Atléticos de Oakland. Al inicio de la temporada del 2001, Larry Rothschild fue despedido y se contrató como mánager a Hal McRae y Fred McGriff fue negociado a los Cachorros de Chicago. Para la temporada 2002, las Mantarrayas decidió su reconstrucción con jugadores jóvenes y drásticamente redujeron el roll del equipo. Randy Winn, Aubrey Huff, Toby Hall y Curt Crawford empezaron a surgir como jugadores claves. Por lo tanto, en la temporada del 2002 dieron resultados halagadores en la historia de la franquicia. McRae fue enviado a un puesto de oficina después de la temporada.

### Lou Piniella: Mánager de las Mantarrayas
Antes de la temporada del 2003, el equipo negoció a Randy Winn a los Marineros de Seattle, por los derechos del mánager Lou Piniella, nativo de Tampa, quien había manejado equipos ganadores, pero que había tenido un alto en su carrera como mánager, como los Yankees de Nueva York, los Rojos de Cincinnati (con quienes obtuvo el trofeo de la Serie Mundial de 1990) y a los Marineros de Seattle. Piniella era atractivo para Tampa Bay, dado que su trabajo estaba cerca de su familia y la gran oportunidad de construir una franquicia perdedora en una ganadora como lo había hecho en Seattle. Era el primer equipo en la carrera como mánager de Piniella que estaba en el último lugar, aunque habían finalizado siete juegos mejor que en la temporada del 2002. Un destello luminoso para la temporada del 2003 fue el surgimiento de Rocco Baldelli, originario de Rhode Island y uno de los mejores novatos de las Ligas Mayores.

### 2004-2007: Continúan los ajustes y un nuevo mánager
Iniciando la temporada del 2004, las expectativas para las Mantarrayas fueron bajas, pero el equipo, pero el equipo ganó 70 juegos por primera vez y finalizó en el cuarto lugar en la división del Este de la Liga Americana, fuera del último lugar por primera vez. Entrado el mes de mayo, el equipo tenía récord de 10-28, pero empezó a ganar de 30 a 40 juegos, incluido un récord del equipo al tener una racha ganadora de 12 juegos en línea. Las Mantarrayas tuvo su máximo pico con récord de 42-41, pero el equipo no tuvo para más y terminó a 21 juegos y con porcentaje debajo de .500.
Siguiendo con récord de 28-61 antes del Juego de Estrellas del 2005, las Mantarrayas tuvieron récord de 39-34 para llegar a 67-95. Carl Crawford y los nuevos jugadores como Jorge Cantú y Jonny Gomes lideraron una ofensiva que fue la tercera en la Liga Americana y en pitcheo tuvo el segundo récord de carreras limpias en la Liga Americana. Al término de la temporada, Lou Piniella mostró frustración y como esto no fue suficiente para el grupo dueño del equipo, solicitó no hacer efectivo el año siguiente de su contrato y el coacho de los Ángeles de Los Angeles Anaheim Joe Maddon fue nombrado mánager siendo el cuarto en la historia del equipo.
Tras la finalización de una corta temporada, el nuevo dueño Stuart Sternberg despidió inmediatamente a Chuck LaMar de la oficina frontal. Matthew Silverman fue nombrado el presidente del equipo y Andrew Friedman tomó el papel de Ejecutivo Vicepresidente de Operaciones del Béisbol. Sternberg decidió que no habría un gerente general, quedando ese puesto cancelado.
Con el cambio de dueño y el fuerte cierre de la temporada del 2005, los fanáticos de Tampa Bay estaban optimistas acerca de la campaña del 2006 teniendo una asistencia oficial en la casa de las Mantarrayas de 40,199 aficionados el día del juego inaugural desde 1998 cuando se realizó el primer juego de Ligas Mayores. Al momento de la suspensión por el Juego de Estrellas, Tampa Bay estaba once juegos por debajo de .500 (39-50) Por lo tanto la oficina se convenció de que las Mantarrayas podrían ser contendientes en la temporada 2006, negociando a varios jugadores veteranos y las Mantarrayas tuvieron una segunda mitad muy buena, sobre todo en los juegos de gira y finalizando la liga con récord de 61-101

### Dos triple plays extraños: Héroes y villanos
Las Mantarrayas fueron partícipes de dos inusuales triple plays en el 2006, uno originado por un hit y el otro realizado por ellos mismos. El 11 de junio, contra los Reales de Kansas City, donde con un hit, se originó el tercer triple play en la historia de las Ligas Mayores, el primero desde 1937 el cual se realizó de la siguiente manera. Russell Branyan dio un elevado hacia el center field, Rocco Baldelli trató de avanzar hacia la segunda base y fue hecho out, mientras Audrey Huff fue hecho out por los umpires (árbitros) cuando el dejó la tercera base antes de que la pelota fuera capturada. El 2 de septiembre contra los Marineros de Seattle, las Mantarrayas realizaron un triple play 2-6-2 cuando la pelota nunca tocó el bat, algo que nunca se había visto antes. El triple play se originó por un ponche y dos corredores embasados fuera de base. El pitcher de Tampa Bay J.P. Howell ponchó a Raúl Ibáñez. El cácher Dioner Navarro envío la pelota al shortstop Ben Zobrist. quién hizo out a Adrián Beltré cuando es tocado en la segunda base. Durante este asunto, José López, trató de llegar a home desde la tercera base, pero Zobrist regresó la pelota a Navarro en el momento en que López fue tocado fuera del plato, completando el primer triple play en la historia de las Ligas Mayores mediante 2-6-2 (segunda base-cácher-segunda base). Las Mantarrayas terminaron con un récord ganador en casa de 41-40 por primera vez y la asistencia se incrementó en un 20 % comparada a la temporada del 2005.
Al final de la temporada del 2005, las Mantarrayas obtuvieron los derechos del infielder japonés Akinori Iwamura siendo firmado con un contrato de tres años.
En apoyo a la corte de Orlando, Florida, las Mantarrayas jugaron una serie en The Ballpark (ahora llamado Champion Stadium) en el Complejo del Amplio Mundo de los Deportes de Disney (Disney´s Wide World Sports Complex), en la temporada del 2007. La Serie seleccionada fue la del 15 al 17 de mayo contra los Rangers de Texas. Las Mantarrayas le ganaron la serie a los Rangers.

### 2007: Juventud, divino tesoro
En la temporada del 2007, las Mantarrayas tuvieron el lineup (alineación) más joven desde el año de 1983 que la tuvieron los Mellizos de Minnesota. Tuvieron varios brillantes resplandores en el año quienes fueron liderados por los pitchers James Shields y Scott Kazmir pero con un pobre bullpen, las Mantarrayas tuvieron un récord de 66-96 finalizando últimos en la División Este de la Liga Americana por novena ocasión en sus diez temporadas de existencia. Dueños del sótano.

### 2006–2015: Los Rays, Joe Maddon y sus primeras apariciones en postemporada
Para la temporada 2006, Sternberg contrató a Joe Maddon, exjugador de los Anaheim Angels, para reemplazar a Piniella como mánager. Sternberg también despidió a LaMar y a la mayor parte de la gerencia, remplazándolo por Andrew Friedman (como vicepresidente ejecutivo de operaciones de béisbol). Sin embargo, el equipo continuó luchando durante los primeros dos años del mandato de Maddon, terminando 61-101 y 66-96 en las temporada 2006 y 2007.
El equipo fue rebautizado antes de la temporada 2008, abandonando su apodo y esquema de color verde y blanco para una nueva existencia como Tampa Bay Rays. Dejando de lado el "Diablo", el nuevo nombre de los Rays se refería a un rayo de sol (por el estado soleado de Florida), y el equipo adoptó un esquema de colores azul marino, azul Columbia y dorado. Sternberg finalmente cumplió sus promesas de aumentar la nómina del equipo, elevándola a $ 43 millones (sigue siendo la nómina más baja del béisbol).  El equipo, anclado por Crawford, Kazmir y el lanzador James Shields, se vio reforzado por las nuevas incorporaciones de los lanzadores Matt Garza y David Price (una selección de primera ronda del draft),  el jardinero Ben Zobrist y el prospecto de tercera base Evan Longoria. 
Los Rays comenzaron la temporada con fuerza con su mejor récord en la historia de la franquicia, y se convirtieron en el primer equipo en la historia moderna de las Grandes Ligas (desde 1900) en tener el mejor récord de la liga hasta el Memorial Day, después de tener el peor récord de la liga el año anterior. Los Rays eran el mejor equipo local de la Liga Americana con un récord de 45-17 hasta el 16 de agosto. Tampa Bay tenía un equipo joven, formado principalmente por su sólido sistema de Ligas Menores y solo cuatro agentes libres en su roster: el primera base Carlos Peña (.248, 56 carreras, 24 jonrones, 68 carreras impulsadas); el bateador designado Cliff Floyd (.265, 8 jonrones, 23 carreras impulsadas); el cerrador Troy Percival (2-0, 3.69 ERA, 36 ponches y lidera el equipo con 27 salvamentos) y el lanzador de relevo Trever Miller (1-0, 4.55, 7 retenciones, 28 ponches en 31 2/3 entradas). La mayoría de los jóvenes Rays no eran nombres conocidos. El abridor estrella de su rotación de lanzadores es Andy Sonnanstine (12-6, 4.35, 92 Ks) que lidera al equipo con 12 victorias. Matt Garza (10-7, 3.63, 98 K), adquirido en un canje fuera de temporada con los Minnesota Twins, lidera al equipo en efectividad con al menos 23 aperturas. James Shields (10-7 3.75) lidera a los Rays en ponches (K) con 128 en 163 entradas lanzadas. Edwin Jackson (9-7 4.07, 77 K) y Scott Kazmir (8-6 3.22, 120 K en 109 entradas), completan la rotación ganadora de los Rays. Fue la primera vez en la historia de la franquicia que los cinco abridores tuvieron récords ganadores a estas alturas de la temporada.  
Los Rays quedaron brevemente detrás de los Boston Red Sox pero, con el mejor récord en casa en las Grandes Ligas de Béisbol, lograron calificar al menos para el Comodín de la Liga Americana el 20 de septiembre, la primera participación del equipo en la postemporada.  Los Rays finalmente terminarían la temporada dos juegos por encima de los Red Sox en el Este de la Liga Americana, su primer título divisional.La Serie Divisional de la Liga Americana de 2008 fue la primera victoria de los Rays en una serie de playoffs, al derrotar a los Chicago White Sox en 4 juegos. Al vencer a los Red Sox en la Serie de Campeonato de la Liga Americana en 7 juegos, los Rays avanzaron a la Serie Mundial por primera vez. Sin embargo, la buena suerte del equipo llegó a su fin y fueron derrotados cuatro juegos a uno por los Philadelphia Phillies. 
De cara a la temporada 2009, los campeones de la Liga Americana volvieron a registrar un récord ganador, 84-78, pero no pudieron regresar a la postemporada, en parte debido a las lesiones de Longoria, Akinori Iwamura y Carlos Peña. Los Rays se desempeñaron mucho mejor al año siguiente, una temporada en la que Matt Garza lanzó el primer juego sin hits de la franquicia contra Detroit Tigers. Volvieron a ganar la División Este de la Liga Americana, terminando con el mejor récord de la Liga Americana, pero fueron eliminados en la ALDS por los Rangers.

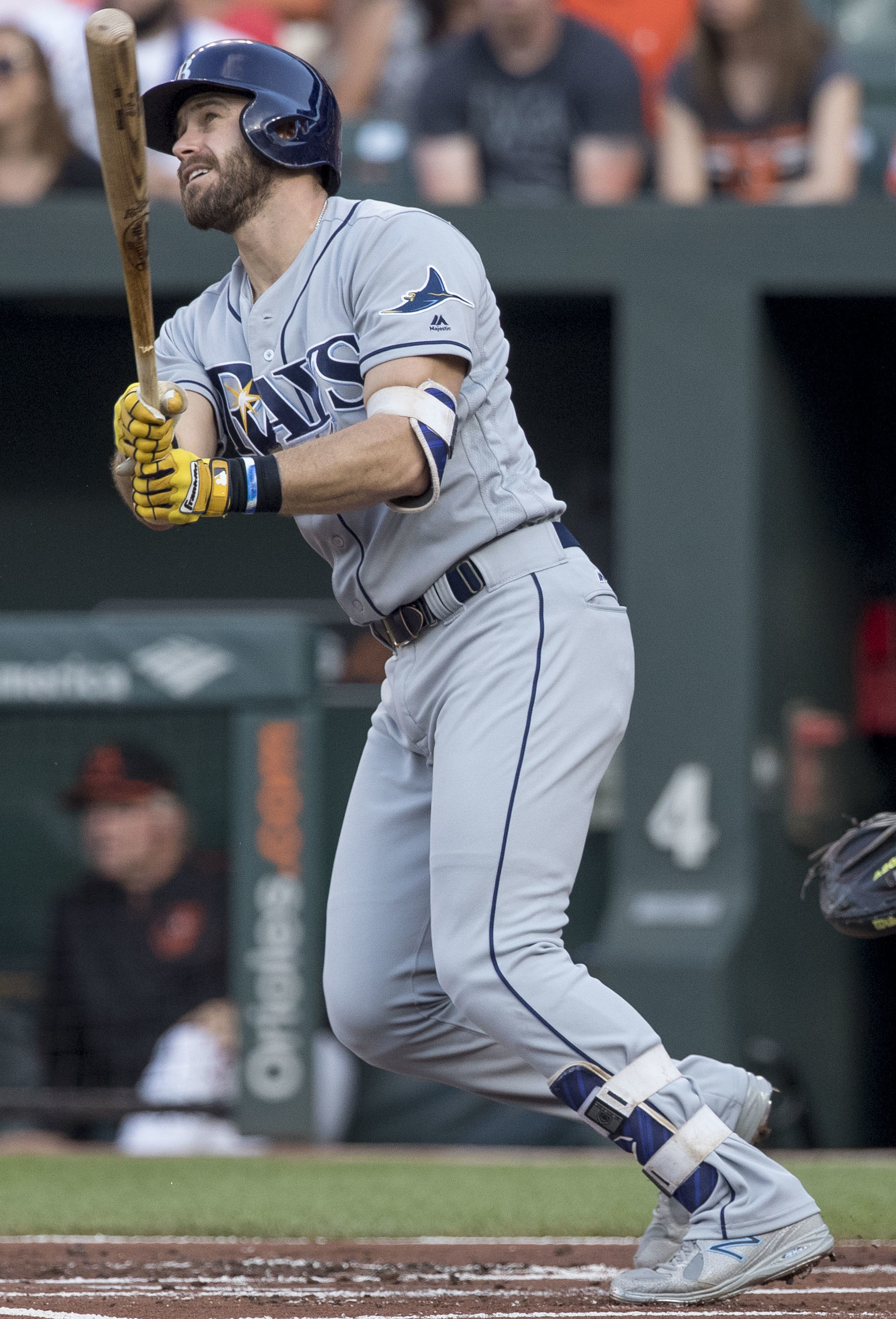
Evan Longoria posee muchos récords de la franquicia de los Rays, incluidos juegos jugados, jonrones, carreras impulsadas y WAR.

Los Rays perdieron a veteranos como Garza, Peña y Crawford en la temporada baja 2010-11, pero sin embargo terminaron la temporada 2011 con el comodín de la Liga Americana, habiendo vencido apenas a los Boston Red Sox con un jonrón de Evan Longoria en la 12.ª entrada contra los New York Yankees. El equipo fue eliminado nuevamente por los Texas Rangers en la ALDS. Los Rays se perdieron la postemporada el año siguiente a pesar de un récord de 90-72, aunque David Price se convirtió en el primer lanzador de los Rays en ganar el Premio Cy Young. El equipo regresó a la postemporada en 2013 (después de un desempate en el Juego 163 contra Texas Rangers), en parte gracias a las nuevas incorporaciones Wil Myers y Chris Archer. Sin embargo, fueron derrotados nuevamente en la Serie de Campeonato de la Liga Americana, esta vez por los eventuales campeones de la Serie Mundial, los Boston Red Sox.
Después del intento fallido de ganar el campeonato en 2013, los Rays entraron en un período de declive; 2014 vio su primer récord perdedor (77-85) desde 2007. Price fue traspasado a los Tigres de Detroit, aunque los Rays recibieron al prospecto Willy Adames a cambio. El gerente general Andrew Friedman dejó Tampa Bay para ocupar un puesto en la oficina principal de Los Angeles Dodgers;  esto activó una cláusula de rescisión en el contrato de Maddon, quien también optó por dejar Tampa Bay a pesar de los esfuerzos por volver a firmarlo.  Maddon terminó su mandato con un récord de 754 victorias y 705 derrotas.

### 2015 - 2019: La era de Kevin Cash
Los Rays nombraron a Kevin Cash como sucesor de Maddon el 5 de diciembre de 2014; sería el mánager más joven de la liga.  La primera temporada de Cash en 2015 vio actuaciones sólidas de Chris Archer, quien se convirtió en un contendiente al Cy Young, y el jardinero central Kevin Kiermaier, quien ganó su primer Guante de Oro; sin embargo, el equipo terminó la temporada con un récord de 80-82. Al equipo le fue peor el año siguiente; terminaron últimos en la División Este de la Liga Americana por primera vez desde 2007, ganando solo 68 juegos en una temporada empañada por lesiones (incluida la de Kiermaier) y una racha de 3-24 entre el 16 de junio y el 16 de julio. 2017 nuevamente vio actuaciones sólidas de Archer y Alex Cobb (que regresó de la cirugía Tommy John el año anterior), y el equipo se recuperó para igualar su récord de 2015.
La temporada 2017, también vio a Erik Neander asumir el cargo de gerente general de Matthew Silverman, y continuaría la estrategia de los Rays de movimientos comerciales agresivos. De cara a 2018 , los Rays cambiaron a Evan Longoria, considerado durante mucho tiempo un jugador franquicia, a los San Francisco Giants, y al abridor Jake Odorizzi a Minnesota Twins.  Más cambios vendrían a medida que avanzaba la temporada, ya que Matt Andriese fue cambiado a Arizona Diamondbacks; Archer fue cambiado a los Piratas de Pittsburgh por el lanzador Tyler Glasnow, el jardinero Austin Meadows y el prospecto Shane Baz. A pesar de la salida de gran parte de su rotación existente, Glasnow y Blake Snell anclaron el cuerpo de lanzadores del equipo; Snell, quien lideró a todos los lanzadores de la Liga Americana en victorias (21) y efectividad (1.89), ganó el segundo premio Cy Young de la franquicia. El equipo también fue pionero en el concepto del " abridor ", por el cual el lanzador que comienza el juego solo lanza una entrada o dos antes de ser relevado por el "hombre de la masa", que a menudo lanza hasta las últimas entradas. Aunque criticada por algunos tradicionalistas del béisbol, la innovadora estrategia ayudó a los Rays a terminar el año con la segunda mejor efectividad del equipo en la Liga Americana.  Aunque los Rays ganaron 90 juegos en 2018, no calificaron para los playoffs.

### Snell, Lowe y el segundo banderín de la Liga Americana (2019-2021)
Cash llevó a los Rays a su primera postemporada en 2019, aprovechando un impresionante comienzo de 19–9 para ganar 96 juegos. El cuerpo de lanzadores, anclado por los abridores Glasnow, Snell y el veterano Charlie Morton, lideró la Liga Americana con una efectividad de 3.65. Derrotaron a Oakland en el Juego de Comodines de la Liga Americana de 2019 , pero fueron derrotados por los Astros de Houston en una ALDS de cinco juegos .
A pesar de la derrota en postemporada, los Rays mantuvieron gran parte de su núcleo de cara a la temporada 2020, que se había acortado a 60 juegos como resultado de la pandemia de COVID-19. A pesar de un comienzo de 5-7, los Rays se recuperaron para ganar 35 de sus últimos 48 juegos, gracias a la rotación, el bullpen y una explosión ofensiva de Brandon Lowe. Al final de la temporada regular, el equipo registró un récord de 40-20, el mejor de la Liga Americana, ganando su primer título divisional desde 2011 y avanzando nuevamente a la postemporada.

Los Rays derrotaron a los New York Yankees en la ALDS de cinco juegos, gracias al jonrón de la ventaja en la octava entrada de Mike Brosseau ante el lanzador de los Yankees Aroldis Chapman; durante la temporada regular, Chapman había instigado un altercado que vació la banca al lanzar sobre la cabeza de Brosseau. La postemporada estuvo dominada por Randy Arozarena, quien estableció nuevos récords de jonrones en postemporada (10), hits de un novato y de cualquier jugador en una sola postemporada (29) y bases totales (64). En una revancha de 2019, los Rays derrotaron a los Houston Astros en la ALCS en siete juegos y luego se enfrentaron a Los Angeles Dodgers en la Serie Mundial. Los Rays ganaron el Juego 4 de la serie de manera casi milagrosa; abajo 6-7, con dos outs en la parte baja de la novena y abajo en el conteo 1-2, Brett Phillips conectó sencillo ante el cerrador de los Dodgers Kenley Jansen para su primer hit de postemporada en su carrera, anotando Kiermaier para empatar el juego, y Arozarena para anotar la carrera ganadora y empatar la serie a dos.  A pesar del heroísmo, los Rays perdieron los siguientes dos juegos ante los Dodgers y fueron derrotados en su segundo intento por una Serie Mundial.

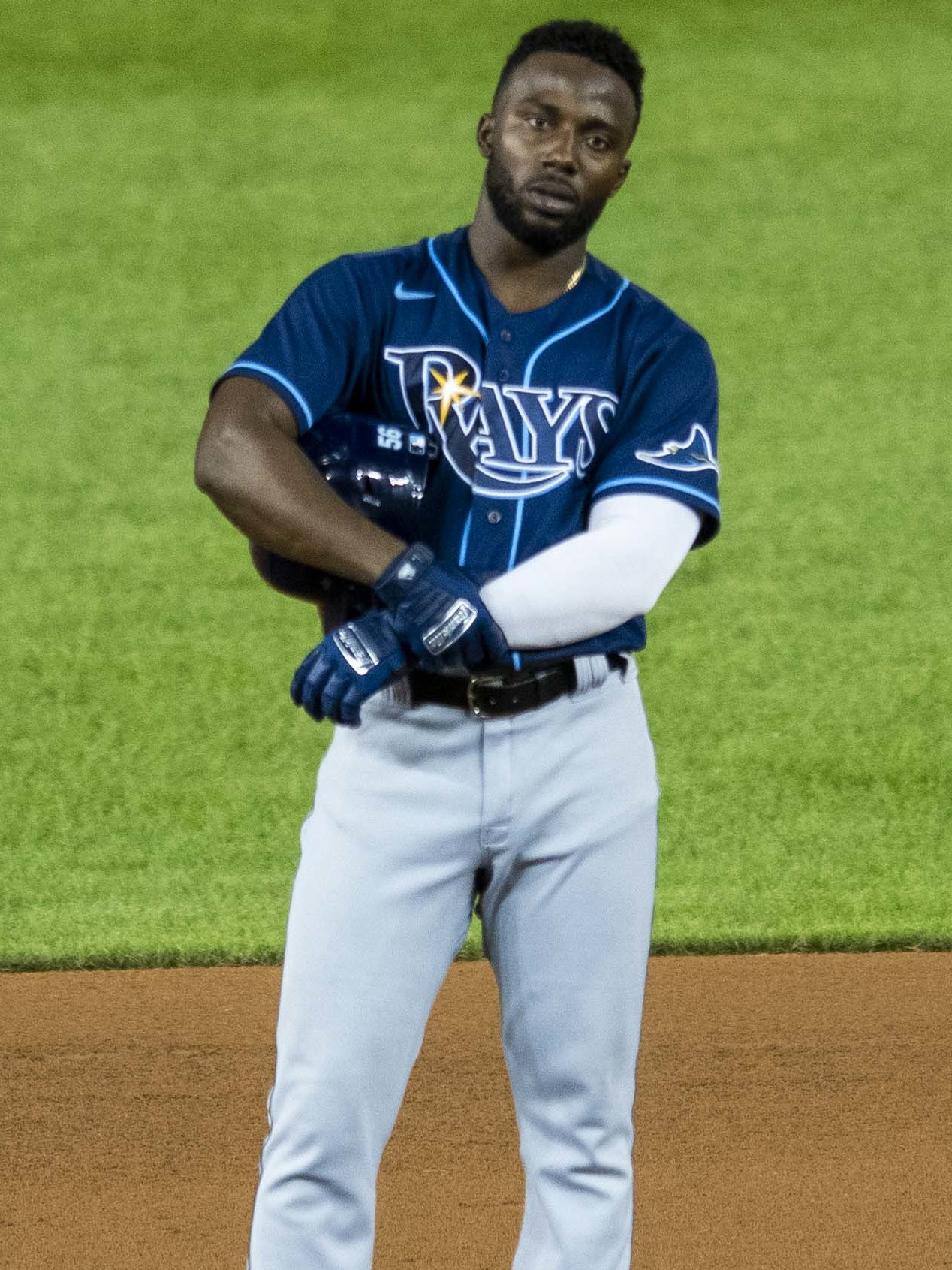
Randy Arozarena en 2020 estableció récords históricos de más hits y jonrones en una sola postemporada

En la temporada baja, los Rays se deshicieron de gran parte de su núcleo de lanzadores; Morton se fue a la agencia libre y Snell fue canjeado a los Padres de San Diego. El roster cambiaría aún más después del día inaugural; Willy Adames fue canjeado a los Cerveceros de Milwaukee y Glasnow se sometió a una cirugía Tommy John que lo colocaría en la lista de lesionados hasta 2022. Sin embargo, el equipo dio la bienvenida a muchos novatos, incluido el lanzador abridor Shane McClanahan, quien había debutado en la postemporada de 2020. Los Rays terminaron la temporada con un récord de 100-62, que fue el mejor récord en la Liga Americana y el tercer mejor récord en el béisbol. Ganaron la División Este de la Liga Americana por segundo año consecutivo y se enfrentaron al ganador del Juego de Comodines en Boston. Vencieron a los Medias Rojas en el Juego 1, marcado por un robo del plato por parte de Arozarena. Sin embargo, el equipo fue eliminado por Boston en la ALDS después de que ganaran los siguientes tres juegos, incluidos los dos últimos que terminaron en forma de walkoff con un jonrón en la 13° entrada en el Juego 3 y un elevado de sacrificio que puso fin a la serie en el Juego 4.

### Comodín y eliminaciones en postemporada (2022-presente)
Las lesiones recurrentes empañaron la temporada 2022. A pesar de las brillantes actuaciones del cuerpo de lanzadores, incluido McClanahan, quien fue considerado un candidato al Cy Young y comenzó el Juego de Estrellas de 2022 para la Liga Americana, y Drew Rasmussen, quien coqueteo con un juego perfecto el 14 de agosto, el equipo terminó tercero en el Este de la Liga Americana detrás de Toronto Blue Jays y New York Yankees. El equipo hizo historia el 15 de septiembre cuando presentó la primera alineación totalmente latina en la historia de la MLB, casualmente, el Día de Roberto Clemente, en una victoria por 11-0 sobre los Toronto Blue Jays. Los Rays tuvieron una oportunidad de optar por un puesto de comodín, pero perdieron ante Cleveland Guardians en una serie de dos juegos donde los Rays anotaron una carrera en total; el segundo juego se caracterizó como un " duelo histórico de lanzadores", ya que fue el primer juego de postemporada en pasar 14 entradas sin una carrera anotada antes de que Oscar González conectara un jonrón de salida en la 15.ª entrada. 
La temporada 2023 también comenzó prometedora, ya que los Rays lograron empatar el récord de la era moderna (posterior a 1900) de más victorias consecutivas para comenzar una temporada con trece. El Cubano Yandy Díaz, con un promedio de bateo de .330, obtuvo el primer título de bateo de la Liga Americana de la franquicia. Sin embargo, las lesiones diezmaron la rotación abridora, ya que McClanahan, Rasmussen y Jeffrey Springs se sometieron a una cirugía Tommy John, y un pésimo julio (donde tuvieron un récord de 8-16) vio a los Rays quedarse detrás de los Baltimore Orioles en la carrera divisional; terminaron con 99 victorias, dos victorias detrás de las 101 de Orioles. Tampa Bay recibió al eventual campeón mundial Texas Rangers en otra derrota de dos juegos en la ronda de comodines donde los Rays nunca lideraron en ningún momento con solo una carrera anotada una vez más.
En 2024, enredados en una temporada en la que no pudieron mantenerse definitivamente por encima de .500 (lo que incluyó perder los servicios de Wander Franco por acusaciones de abuso sexual), los Rays cambiaron a varios jugadores en la fecha límite, entre ellos Randy Arozarena.

## Rivalidades

### Boston Red Sox
Esta rivalidad se inicia cuando el jugador de las Mantarrayas Ray Gerald Williams le dio de hit a un lanzamiento del pitcher Pedro Martínez de los Boston Red Sox y calló al público, resultando en un juego total de reclamaciones y de vaciado de los dog-outs por ambos lados. Hubo varios otros incidentes entre estos dos equipos años posteriores, incluyendo uno en el año 2005 que resultó en dos conatos de bronca durante el juego, con vaciamiento de las bancas y una guerra de palabras entre el mánager de las Mantarrayas Lou Piniella y el pitcher de Boston Curt Schilling en los siguientes días. La rivalidad tuvo su punto más alto, en la temporada del 2008, cuando en junio y jugando en el Fenway Park de Boston y el séptimo juego en la Serie del Campeonato de la Liga Americana entre estos equipos finalizó con el primer lugar en poder de los Rays.

### New York Yankees
Como un miembro de la división Este de la Liga Americana, los Yankees y los Rays han jugado muchas veces en cada temporada. Esto hizo que el sentimiento de rivalidad entre los equipos se originara porque los Yankees tenían en Tampa su entrenamiento primaveral y había legiones de fanáticos en Tampa Bay que históricamente estaban divididos, especialmente entre el noroeste de los Estados Unidos. La rivalidad se hizo más fuerte en el entrenamiento de primavera del 2008, cuando hubo una colisión entre el outfielder de los Rays Elliot Johnson y el cácher de los Yankees, Francisco Cervelli que siguió al día siguiente cuando una barrida con el spike (zapato utilizado para jugar béisbol) en lo alto del outfielder de los Yankees Shelley Duncan sobre el segunda base de los Rayos Akinori Iwamura, originando que el outfielder de los Rays Jonny Gomes que estaba en la posición de right field golpeara a Duncan en el campo.

### Citrus Series
Los Rays tienen una rivalidad geográfica con los Marlins de Miami (antes de Florida). Los dos son equipos del mismo estado: Florida. Uno compite en la Liga Nacional (Marlins) y otro en la Liga Americana (Rays).

## Estadio

### Tropicana Field
Los Rayos juegan en el Tropicana Field desde su inicio en 1998. La facilidad que originalmente fue llamada "Florida Sucoast Domo", fue construido a finales de la década de 1980 para atraer a un equipo de Ligas Mayores, fuera por reubicación o por expansión. Después que St. Petersburg fue premiada con una franquicia de expansión en 1995, el domo fue extensamente renovado y sus derechos nominales fueron vendidos al Tropicana Products, que tiene su base en la cercana Bradenton, Florida.
El Tropicana Field ha tenido renovaciones importantes en el 2006 y 2007 después que Stu Sternberg fue el dueño mayoritario del equipo. Muchos de estos cambios fue el imprevisto día del aficionado. Para los jugadores, el más grande cambio fue la instalación de una nueva superficie en el Field Turf en el 2007, el cual reemplazado por una nueva versión de Astrp Turf para la temporada del 2011.

### Nuevo parque de pelota
Los Rays han sido propietarios del Tropicana Field que generalmente es también un centro de la población del área de Tampa Bay. En el 2007 el equipo hizo el anuncio de un plan de construcción cerrado para el sitio de Al Lang Field en la pared frontal de St. Petersburg, pero un referéndum local fue realizado para el financiamiento público. En cara del vocal de oposición, los Mantarrayas desistieron de este propósito en el 2009 y abandonaron todos los planes para realizar el proyecto en St. Peterburg, prefiriendo una localización cercana al centro Pinellas County que cruza la bahía de Tampa.
Desde el año 2009, oficiales locales, medios y líderes de negocios han explorado posibilidades para un nuevo estadio para los Mantarrayas, en algún lugar del área de Tampa Bay. St Petersburg con el mayor Bill Foster ha insistido repetidamente que los Mantarrayas tienen el honor con la ciudad, que tiene su carrera hasta el 2027 y prohibido que el equipo entre en pláticas con otras comunidades, resultando en protectorado.

## Uniformes
El uniforme común de los Rays, ha sido utilizado con pequeños cambios desde que oficialmente el equipo acortó el nombre de las Mantarrayas (Devil Rays) para la temporada del 2008. El jersey de casa es tradicionalmente blanco con el nombre de Rays en color azul oscuro y que atraviesa el pecho y amarillo soleado con la letra "R". Los Rays tiene un uniforme de gira que es color gris, también con un soleado y el nombre del equipo a través del pecho. Ambos son de color azul oscuro y en las gorras aparece en blanco el logo "TB".
El primer jersey alternativo aparece el nombre Rays y un amarillo soleado en el pecho, pero con un material azul oscuro y azul Columbia, con caracteres blancos para el nombre del jugador y números también de color blanco. Este jersey alternativo se utiliza tanto en casa como en gira con pants blancos o grises. El segundo jersey alternativo de los Rayos es similar, pero con un azul Columbia luminoso. Este segundo uniforme alternativo es solo utilizado para los juegos dominicales en casa y con pants blancos.

### Uniformes del pasado
Durante las primeras tres temporadas, las Mantarrayas tuvieron un uniforme blanco tradicional en casa y en la gira de color gris con el texto de "Mantarrayas" (en casa) y "Tampa Bay" (en gira), con una combinación multicolor tipo arco iris a través del pecho. La gorra inaugural donde estaba el inusual negro con un trazo púrpura en casa y un trazo negro en gira, ambas versiones presentando un gráfico de una mantarraya y sin letras. Las gorras cambiaron en 1999 a un pequeño rayo y las letras "TB" de color negro en casa y en gira. Durante las temporadas de 1999 y 2000, las Mantarrayas agregaron un jersey negro con el mismo arco iris en el uniforme blanco y gris.
En el 2001, las Mantarrayas agregaron un texto multicolor disminuyendo el color púrpura en favor de más verde. También cambiaron el frente de sus jerséis acortando el nombre en casa con color blanco que se lea simplemente "Rays" mientras continuaba "Tampa Bay" en los jerséis gris de gira.
En el 2005, los uniformes de casa fueron otra vez cambiados incluyendo más color verde. El blanco primario de casa fue cambiado a un verde y las gorras iniciales de casa fueron cambiadas del negro al verde. En suma, un pequeño rayo, pero extenso fue agregado debajo del nombre "Rays" en el pecho de los uniformes de casa.

### Las noches: "Regresando el reloj"
Los Rayos establecieron la promoción "Cuando el reloj regresa" con un tema retro a través de los uniformes utilizados varias veces en los inicios de su existencia y esta tradición es anual desde el 2006. Porque la franquicia no tiene una larga historia para tantos uniformes, utilizan uniformes de otros equipos históricos locales.
Una de estas ocasiones históricas, los Rayos presentaron los uniformes de los Tamp Tarpons de Florida State League (en 1999, 2006 y 2010), the St. Petersburg Pelicans (Pelícanos) of the Senior Professional Baseball Association (en 2008), the St. Petersburg Saints (Santos) en el 2007 y Tamp Smokers (en el 2011) de la Florida International League y de la University of Tamp Spartans (Espartanos) en el año 2000. Los Rays son los dueños de los uniformes para "regresa el reloj", desde la noche del 2009, cuando utilizaron los uniformes con el nombre de Mantarrayas y el color de arco iris de su temporada inaugural de 1998 en la Liga Americana.
Durante la noche de regresando el reloj, en las temporadas del 2012, 2013 y 2014, los Rays vieron el campo designado 1979 especialmente para los Rays mostrando un "faux-Back" en los uniformes que representaran al equipo como si la franquicia hubiese existido durante los 1970's. Estos uniformes fueron prestados después de que los San Diego Padres los utilizaron en los años 1970's solo con los colores del equipo de los Rayos.
Los oponentes de los Rayos en la noche de regresando el reloj, también presentan uniformes retro. Por ejemplo, cuando los Houston Astros utilizaron el uniforme de los 80's "arco iris" y los New York Mets utilizaron el uniforme de gira de 1969, cuando el equipo fue campeón de la Liga Nacional. Los Chicago White Sox mostraron sus uniformes de casa rojo y blanco utilizados en la década de los años 1970 y los Baltimore Orioles el uniforme de color naranja de principios de los años 1970. Pero el más memorable juego fue el 23 de junio de 2007, cuando las Mantarrayas utilizaron los uniformes de St Pete Saints de a principios de la década de los años 50 y Los Angeles Dodgers utilizaron el uniforme gris de gira del año de 1955 con el nombre de los Brooklyn Dodgers en honor de Don "Soldadito" Zimmer, quien jugó para el equipo de Los Angeles Dodgers y fue sénior con los Rays antes de su fallecimiento. El equipo también hizo un homenaje en el juego presentando al joven Zimmer con el uniforme de los Dodgers y al viejo Zimmer con el uniforme de las Mantarrayas.

## Comunicaciones: Radio y Televisión
620 WDAE-Am es la estación de radio que además de transmitir los partidos jugada a jugada de los Rays, emite la información relacionada con el equipo desde el año 2009. Existieron otras estaciones de radio que también transmitieron los juegos de los Rays: WFLA 970 AM del año 1998 al 2005 y WHNZ 1250 AM del 2005 al 2008. A partir del 2013 los Rays son el segundo equipo en tener un contrato con transmisión nacional por Compass Media Network en el formato del Juego de la Semana. Este consiste en la transmisión del juego, narrado jugada a jugada y con un panel de analistas encabezado por Rob Dibble, Jeff Nelson y Steve Phillips. 33 juegos de los Rays fueron producidos nacionalmente por Compass Media en la temporada del 2013.
Sun Sports en una empresa que transmite por televisión los juegos de los Rays. Durante la temporada del 2008, muchos juegos fueron vistos por televisión abierta en todo el estado de Florida a través de WXPX en Tampa como bandera insignia. Después de la temporada del 2008, Sun Sports firmó un contrato pero para transmisión local de los 155 juegos por año hasta 2016. Fox Sports Florida empezó en la temporada del 2007 a transmitir los juegos en HD (High Definition) alta definición cuando adaptó su equipo de producción al´Tropicana Field. Muchos juegos de los Rayos en casa son en alta definición. 
Dewayne Staats y Brian Anderson son los comentaristas en la TV que narran los juegos jugada a jugada, siendo las voces en la TV de los Rayos, con Todd Kalas, hijo del comentarista leyenda de Filadelfia Harry Kalas, el cual actual como huésped previo y posterior al juego, además de shows y especiales relacionados con el equipo de los Rays.

### Promocionales con Bobbleheads (Cabezones)
- Cabezones (Bobbleheads) del 2013: Este año los Rays presentaron varios cabezones. El primero fue presentado el 22 de abril y correspondió a David Price como el perro "Astro". El 24 de abril, los Rays presentaron al famoso "Joe Gnomo". En mayo 24 y 26 se vieron a Fernando Rodney y su famosa posición disparando la flecha. El 6 de julio el equipo presentó a Evan Longoria con imagen retro.

- Cabezones del 2012: El primer cabezón presentado fue Kyle Farnsworth el 24 de mayo. El 3 de junio se presentó a Desmond Jennings como cabezón. El entrenador John Madden vio su cabezón el 15 de junio. El 29 de junio, los Rayos presentaron a Zim Bear. Este no era un cabezón, sino algo parecido al entrenador de largo tiempo, Don Zimmer que era un favorito de los fanáticos. El mes de julio vio a dos cabezones: James Shields el primero de ese mes y a Matt Moore el día 22. El último cabezón fue Matt Joyce el 23 de septiembre.

### El novato: La película
Los Tampa Bay Devilrays aparecieron en la película "The Rookie" (El novato), en el año 2002, un melodrama dirigida por John Lee Hancock. Está basada en hechos reales de la historia de Jim Morris, quien tuvo una breve, pero famosa carrera con este equipo en el Béisbol de las Ligas Mayores.
Morris tenía 35 años siendo couch de un equipo de béisbol de secundaria y quién podía lanzar la pelota a 98 millas por hora (158 km por hora) una habilidad que solamente pocos pitchers de las Ligas Mayores pueden igualar. Él es persuadido de tratar de jugar pelota con un club profesional y firmó con las Mantarrayas de Tampa Bay, organización que asignó inicialmente a Morris a un equipo de Liga Menor Clase doble A, los Rayos de Orlando (ahora los vizcondes de Montgomery), pero posteriormente sube a un equipo de triple AAA, los Toros de Durham de donde es llamado al equipo grande durante el mes de septiembre, cuando el roster es ampliado.
Jim Morris forma parte en dos temporadas con las Mantarrayas de Tampa Bay como pitcher relevista. Lanzó 15 innings con un porcentaje de carreras limpias de 4.80.

### La fanaticada de los Rays
Esto ha sido muy lento para construir y sostener todo lo sucedido en las primeras diez temporadas, tomando en consideración el poderío de los otros equipos de la división Este de la Liga Americana, como los fanáticos de los Boston Red Sox y los fanáticos de los New York Yankees y refiriendo al Universo de los Yankees (al equipo le nombran el "Empire Devil" (Imperio del diablo), por lo cual los Rays han adoptado el término Rays Republic (Rayos de la República) para la base de fanáticos de los Rayos. El equipo tiene además notables fanáticos que siguen tradiciones cada año.

### El desconcierto feliz
El desconcierto feliz (Heckler) es un nombre iniciado por Robert Szasz, de Clearwater un estado desarrollado. Él tuvo boletos de la campaña detrás del jom, cuando uno de los dos jugadores del equipo contrario, susurró algo que se escuchó muy claro en la TV y en la transmisión por radio. Él era un heckler ético escuchando y permaneciendo en el juego, sin utilizar insultos o lenguaje soez.
La reacción de los jugadores contrarios fue perdida. Muchos trataron de ignorarlo, pero algunos como José Guillén, le ofrecieron darle un bat autografiado a Szasz, si se retiraba de sus espaldas. En una ocasión, Bret Boone después de haber sido ponchado y al irse a su lugar de bateo, se regresó donde estaba Szasz. En el año 2005, Szasz publicó un libro llamado The Happy Heckler (El desconcierto feliz).
En el año 2009, los bancos le tenían un adeudo por fraude de más de 9 millones de dólares firmados en su personalidad y Wachovia Bank le embargó su casa de 650 m² que tenía en Snell Isle. Szasz ya no renovó su abono con los Rays en la temporada siguiente del 2009 y ya no volvió a escuchar en el Tropicana Field hasta abril de 2012, cuando el regresó a sus actividades en juegos seleccionados.

### Más cencerros
Los Cencerros de los Rayos fueron originalmente una idea promocional por el dueño principal Stuart Sternberg para el sábado nocturno. Desde que esto se inició, fue un factor estándar en los juegos de casa y en algunas ocasiones utilizado por los Kings (Reyes) de Sacramente, equipo de basquetbol de la NBA en donde las cencerros eran sonados por sus aficionados durante los juegos. En la gira del equipo, había frecuentes cencerros en la asistencia. Año con año, los Rayos tuvieron su "Noche de los Cencerros", dando cencerros gratis. Los cencerros eran traídos a propósito cada año. Los cencerros son sonados sobre todo cuando el bateador del equipo contrario tiene dos strikes, cuando los fanáticos contrarios tratan de apoyar a sus equipos y cuando los Rayos tiene un buen juego.

### DJ Kitty
Cuando por la situación del juego, se necesita un rally aparece DJ Kitty, en un video el cual se transmite en la pantalla gigante del Tropciana Field. Un gran gato antropomórfico vestido con el jersey de los Rayos, aparece en la pantalla y mostrando un baile similar al utilizado por los DJs. de rap. Música es tocada por el sistema de PA mediante el sonido ambiental mientras llega DJ Kitty proclamando a través del parque de pelota. Esta caracterización fue creada por el equipo de entretenimiento de los Rays por Lou Costanza en atención al rally que los jugadores de los Rayos y de los fanáticos del Tropicana Field. 

### Luchadores profesionales de Lucha Libre en el Tropicana Field
Los juegos de los Mantarrayas, son frecuentemente visitados por luchadores profesionales, dado que un gran número de ellos, viven en el Área de Tampa Bay. The Nasty Boys (Los chicos asquerosos) formados por Brian Knobs y Jerry Sags), Brutus Beefcake y Hulk Hogan todos ellos aparecen como base regular en los juegos de los Rayos. John Cena apareció en una ocasión.
Los Mantarrayas anunciaron "Legends of Wrestling Night" (La Noche de las Leyendas de la Lucha Libre) el 18 de mayo de 2007, presentando varios encuentros después del juego, cuando los Mantarrayas perdieron 8-4 con los Marlins de Florida. El outfielder y fanático de la lucha libre Jonny Gomes corrió interfiriendo a los Nasty Boys durante el evento principal.
Una "Segunda Noche de Lucha Libre" se realizó el 19 de abril de 2008, después que los Mantarrayas ganaron 5-0 a los Medias Blancas de Chicago. Gomes participó otra vez, tomndo el tiempo post/mach salvando a favor de los Nasty Boys.

### Eslóganes: 2008, 2009 y 2010
2008: La frase 9=8 ("nueve igual a ocho") fue utilizada por los Rays durante la temporada del 2008. La frase fue originalmente creada por el mánager Joe Maddon, después de la temporada 2007. El mensaje de esta frase fue que nueve jugadores juegan nueve innings en un duro béisbol diario, mientras un equipo será uno de los ocho equipos quienes califique para la postemporada. Antes del 2008, los Rays nunca habían tenido una temporada ganadora en la historia de la franquicia, mucho menos aparición en la postemporada.
Después de un lento inicio en la temporada del 2008, los Rays empezaron a encontrarse entre los mejores equipos de la liga en ese año. Maddon tenía franelas azul con la frase en la espalda de color amarillo, representando el equipo con nuevos colores y dándole a los jugadores durante la temporada. Su idea de poner el eslogan en la espalda de la franela, más que en el frente hizo que muchos jugadores contribuyeran con el equipo, como el suceso de la temporada.
El right fielder de los Rays Gabe Gross, quién fue adquirido por el equipo mediante negociación en el inicio de la campaña del 2008, dijo mucho sobre 9=8 lo cual fue más solo entre las líneas que 13-8, porque los Rays tenían muchos jugadores que contribuyeron con el equipo en esta temporada.
Los Rays jugaron bien a través de ese año, sobrepasando la campaña anterior en récord de ganados en una temporada por más de 20 juegos, suficiente para marcar la temporada del 2008 con su primera aparición en la postemporada en la historia de la franquicia. Así fue como la frase 9=8 que había venido como fricción, iniciada por Maddon, que esta frase también contenía la teoría y la realidad de vengan todos.
Con cada nivel obtenido por los Rayos, la ecuación fue cambiando. Después de que ellos llegaron a su postemporada, el spot cambió a 9=4 que representaba la ventaja del equipo en la Liga. Cuando ganaron el campeonato de la Liga Americana, esta fue 9=2, por el avance de los equipos en las Series Mundiales. Cuando ganaron el campeonato, este fue 9=1 representando el posible campeonato de la Serie Mundial. Al final, no ganaron la Serie Mundial, perdiendo con los Filis de Filadelfia cuatro juegos a uno.
2009: Una semana antes del entrenamiento de primavera para la temporada del 2009, Madden introdujo un nuevo eslogan:'09>'08. El principio de esta idea fue que no se usaran las palabras "grandioso" o "grande", pero utilizando la frase "mejor que". Su único problema es que no hay un símbolo para "mejor que". Originalmente se pensó en utilizar un nuevo símbolo para relacionarlo con "mejor que". Mencionó que no quería símbolos para grandiosos. Reenfatizó que 9 podría ser igual a 8 en el material de los Rayos, considerando que la siguiente temporada podría ser grandiosa a la previa. Él quiso que los jugadores entendieran "la orden de construcción del nuevo camino, pero mejor que el año pasado. Lamentablemente para los Rayos, este año no fue mejor que el 2008. Terminaron la temporada en el tercer lugar de su división con récord de 84-78, con el mejor segundo récord en la historia de la franquicia, pero no llegando a la postemporada.
2010: Para la temporada del 2010, otro eslogan fue creado. Diferente al de las otras dos temporadas. Este eslogan no envolvía los anteriores. El eslogan fue WIN (GANAR), un acrónimo de What's Important Now? (¿Que es lo importante ahora?) con el mensaje iniciando "stay in the moment" (Quédate en el momento). En esta formación del eslogan, Maddon le dio el crédito a Ken Ravizza, consultor y psicólogo del deporte del equipo de los Rayos, como el creador. Maddon inició: Estamos muy tenso en el presente y tenemos un alto estado de respuesta GTMI porque no hay otro eslogan notable durante el año, quedando para "Get The Man In" (Consíguelo hombre). Esto fue reportado por un jugador que usó más color para tomar el lugar de la palabra "man" (hombre). refiriéndose a una situación de juego cuando los Rayos tenían corredores en base en posición de anotar. Históricamente, el equipo ha tenido el hábito de dejar corredores en tercera base con menos de dos outs. En la práctica durante la temporada 2010 los Rayos querían correr con la frase "consíguelo hombre", como improvisación situacional de bateo. Derek Shelton, quien llegó en la temporada al equipo como nuevo entrenador de bateo, indujo a los bateadores que las pitchadas podrían ser un hit o buscar un jonrón, pero ellos podría dar un hit para que los corredores en base anotaran y se reflejara en la pizarra.

## Jugadores

### Números retirados

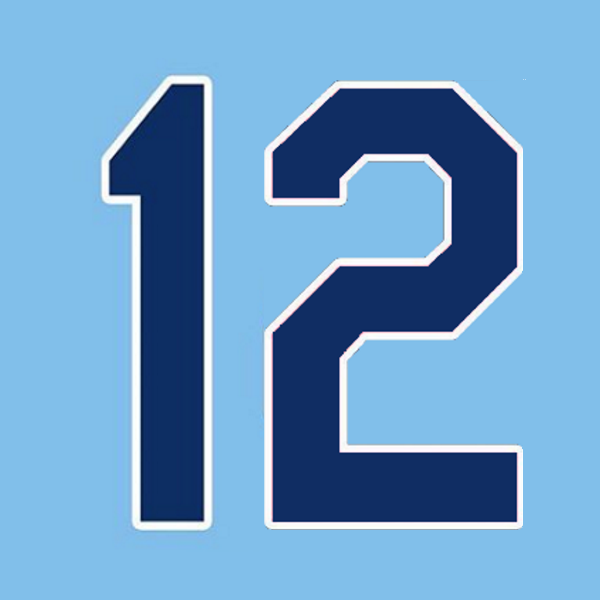
Wade Boggs (3B). 1998-1999. Retirado el 7 de abril de 2000.
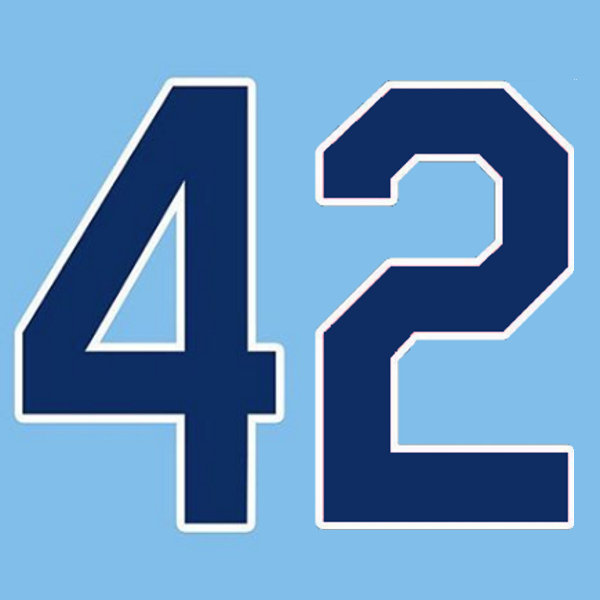
Jackie Robinson (2B). Retirado en toda la MLB el 15 de abril de 1997.
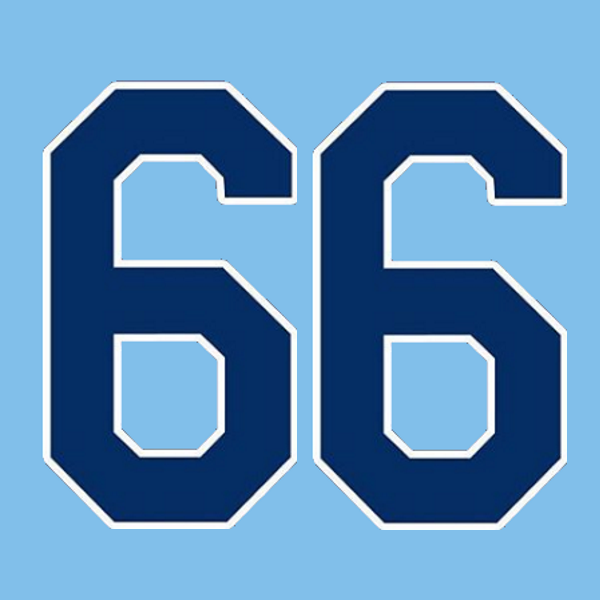
Don Zimmer (E). 2004-2014. Retirado el 6 de abril de 2015.

### Miembros del Salón de la Fama del Béisbol
| Tamba Bay Rays en el Salón de la Fama del Béisbol | Tamba Bay Rays en el Salón de la Fama del Béisbol | Tamba Bay Rays en el Salón de la Fama del Béisbol | Tamba Bay Rays en el Salón de la Fama del Béisbol | Tamba Bay Rays en el Salón de la Fama del Béisbol |
| Jugadores                                         | Jugadores                                         | Jugadores                                         | Jugadores                                         | Jugadores                                         |
| N.º                                               | Nombre                                            | Posición                                          | Periodo                                           | Año                                               |
| ------------------------------------------------- | ------------------------------------------------- | ------------------------------------------------- | ------------------------------------------------- | ------------------------------------------------- |
| 12                                                | Wade Boggs                                        | 3B                                                | 1998-1999                                         | 2005                                              |
| 29                                                | Fred McGriff                                      | 1B                                                | 1998-2001, 2004                                   | 2023                                              |

## Palmarés
- Banderines de la Liga Americana (2): 2008, 2020.

- Subcampeón Serie Mundial (2): 2008, 2020.

- División Este AL (4): 2008, 2010, 2020, 2021.